# أمين طليع
أمين محمد طليع (6 يونيو 1911 - 12 مايو 1989) قاض، حقوقي وكاتب لبناني. ولد في جديدة الشوف وتخرج محامياً في جامعة ليون بفرنسا. رحل إلى العراق للتدريس ثم عاد إلى لبنان وشغل عدة وظائف في القضاء. له مؤلفات حول التاريخ الدروز.

## سيرته
ولد أمين بن محمد بن علي بن نجم بن وهبة بن بشير بن علي طليع في جديدة الشوف في 6 حزيران سنة 1911، وتعلم في مدارس محلية، ثم في الكلية الوطنية في عاليه، ثم في الليسية الفرنسية في بيروت، ثم تجرّج محامياً في جامعة ليون في فرنسا.

عاد إلى لبنان واشتغل محامياً في مكتب كميل شمعون. وفي 1936 ذهب إلى العراق أستاذاً للتاريخ في ثانوية الموصل، وبعد سنتين نقل إلى دار المعلمين في بغداد، ثم إلى كلية الحقوق فيها، إلّا أنه لم يستلم هذه الوظيفة الأخيرة بسبب ثورة رشيد عالي الكيلاني، فدخل في نظام الفترة برتبة رئيس أوّل (وهي تعادل رتبة رائدٍ في الجيش اللبناني)، وكان من جملة المحاربين في مؤخرة عسكر الرشيد. وباقتراب الجيش الإنجليزي بقيادة غلوب باشا سُرِّح وجميع الغرباء العرب وأعيدوا إلى بلدانم، خوفاً عليهم من نقمة الإنجليز، فعاد أمين إلى لبنان واستأتف علمه في المحاماة واتخذ مكتباً في شارع المعرض بالاشتراك مع هنري طرابلسي. 

وفي 1946 عيّن قاضياً في بعبدا حيث شغل عدّة وظائف في القضاء، وفي 1952 نُقل إلى زحلة قاضياً منفرداً جزائياً لقضائي زحلة والبقاع الغربي قبل الفصل بينهما، وفي ربيع 1953 نقل إلى صيدا حاكماً منفرداً جزائياً. وفي سنة 1957 عين نائباً عاماً لمحافظة الجنوب حيث بقي حتى سنة 1962 حيث أعيد إلى بعبدا حاكماً جزائياً. وفي سنة 1964 عيّن مستشاراً في محكمة التمييز حيث بقي إلى أن بلغ السن القانونية، فأحيل إلى التقاعد في أول تموز 1975، وصدر مرسوم بوضع اسمه في لائحة الشرف (أي أنه يحق له الاحتفاظ برتبة رئيس تمييز وأن يتمتع بكل ما تخوّله هذه الرتبة من حقوق وامتيازات في الحفلات الرسمية والتشريفات، ولا سيما الامتيازات القضائية التي ينص عليها قانون حماية القضاة.)

وفي سنة 1980 عين من جديد قاضياً في محكمة استثنائية خاصّة تنظر في دعاوي المصارف الموضوعة اليد عليها، وذلك بمقتضی قانون صدر سنة 1977 يجيز استخدام القضاة المتقاعدين، وبقي في هذه الوظيفة حتى وفاته.

## وفاته
توفي في اليوم الجمعة 12 أيار 1989 أصيب بنوبة قلبية لم تمهله، فتوفي في بلدته الجديدة، ودفن فيها في اليوم التالي.

## حياته الشخصية
تزوج من سنية أحمد تقي الدين وأولادهم مروان وليلى وندى وسهاد.

## مؤلفاته
- أصل الموحدين الدروز وأصولهم
- مشيخة العقل والقضاء المذهبي الدرزي
- التقمُّص
- رشيد طليع، سيرة
- تاريخ الشوف، مخطوطة.
- تاريخ آل طليع
- المذهب الدرزي
- دراسة عن المرأة الدرزية[1]